# Villars-sous-Mont
Villars-sous-Mont (toponimo francese; in tedesco Wiler am Berg, desueto) è una frazione di 219 abitanti del comune svizzero di Bas-Intyamon, nel Canton Friburgo (distretto della Gruyère).

## Storia

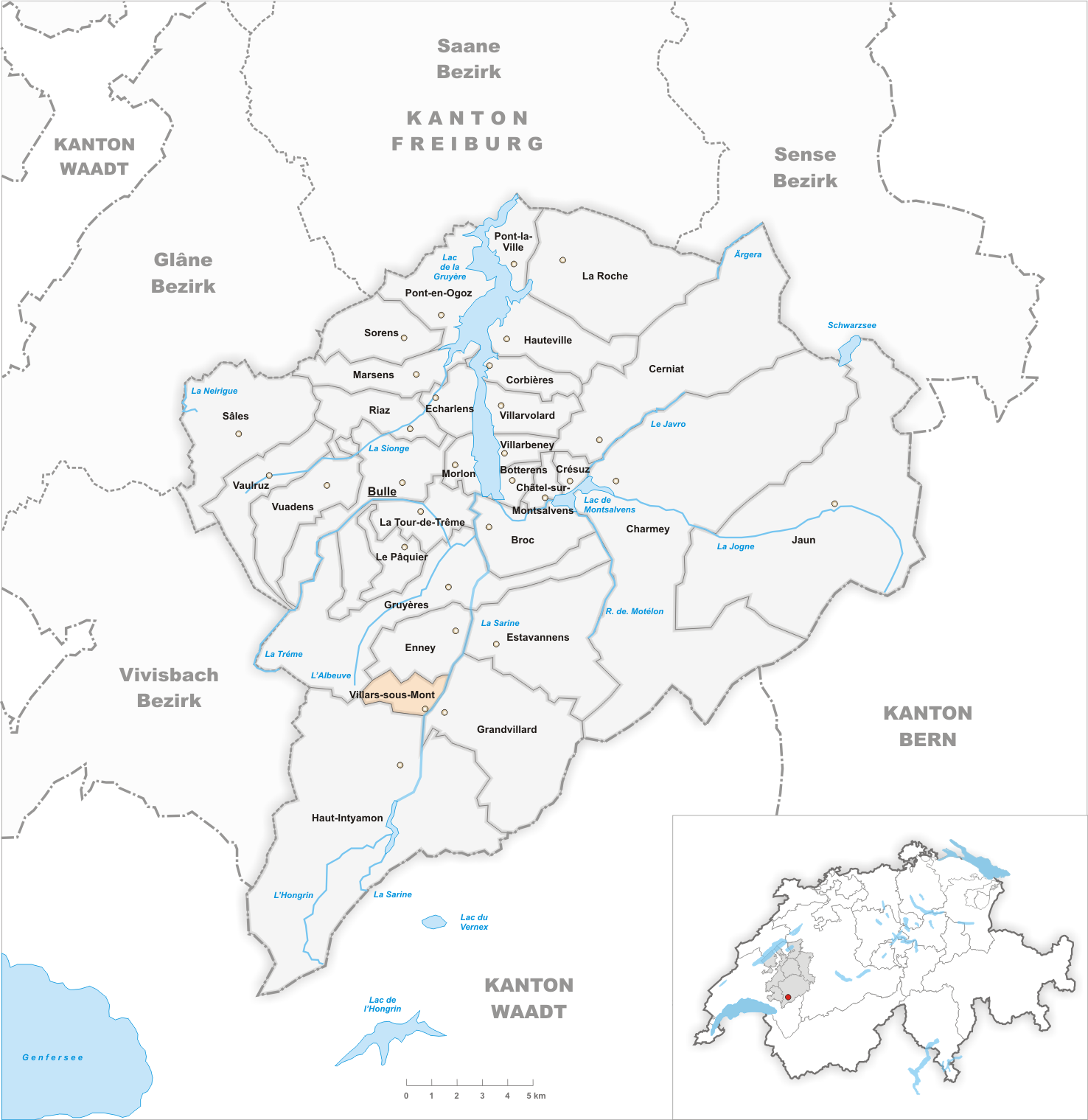
Il territorio del comune di Villars-sous-Mont prima degli accorpamenti comunali del 2004

Già comune autonomo, il 1º gennaio 2004 è stato accorpato agli altri comuni soppressi di Enney ed Estavannens per formare il nuovo comune di Bas-Intyamon.

## Monumenti e luoghi d'interesse

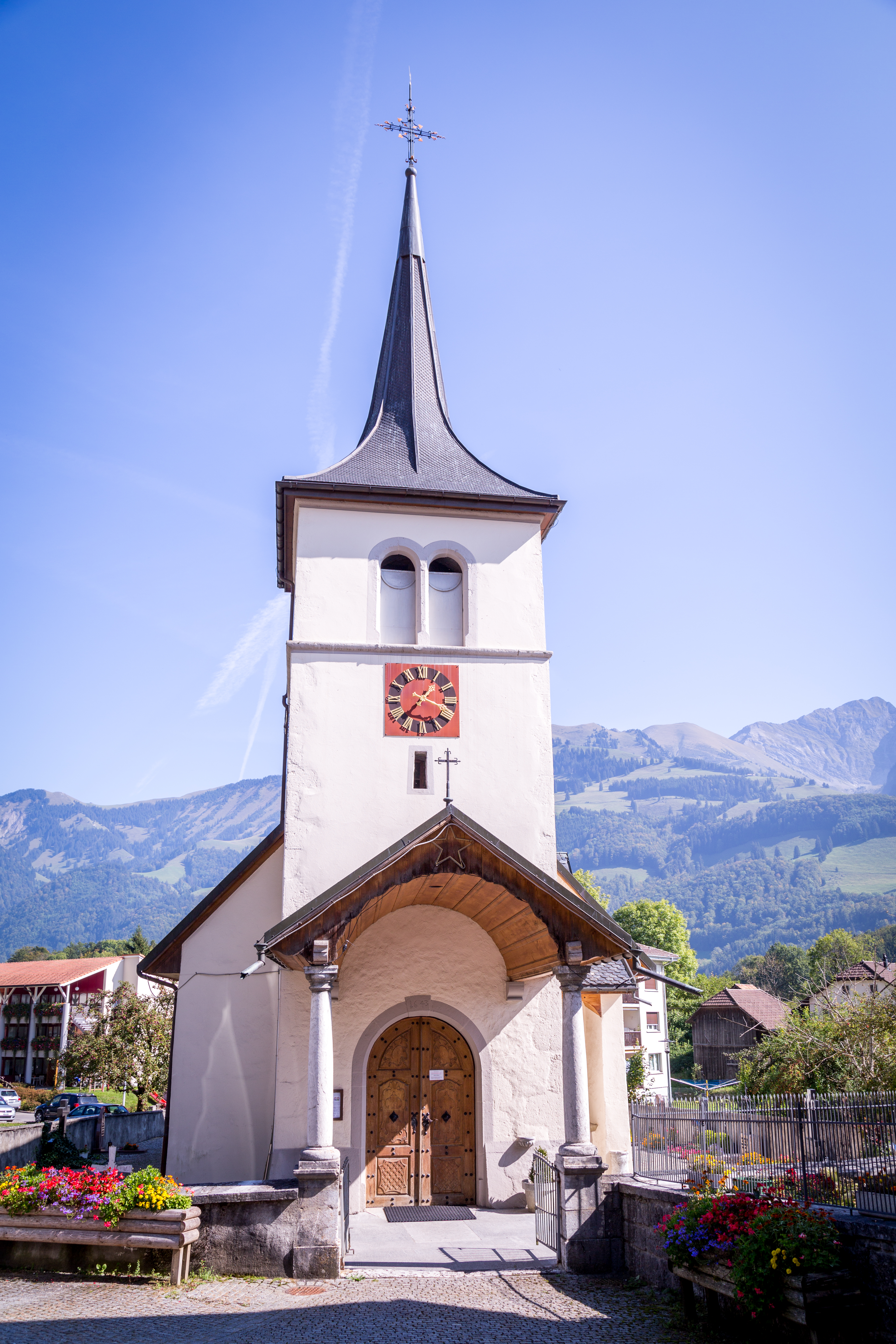
La chiesa cattolica dei Santi Simone e Giuda

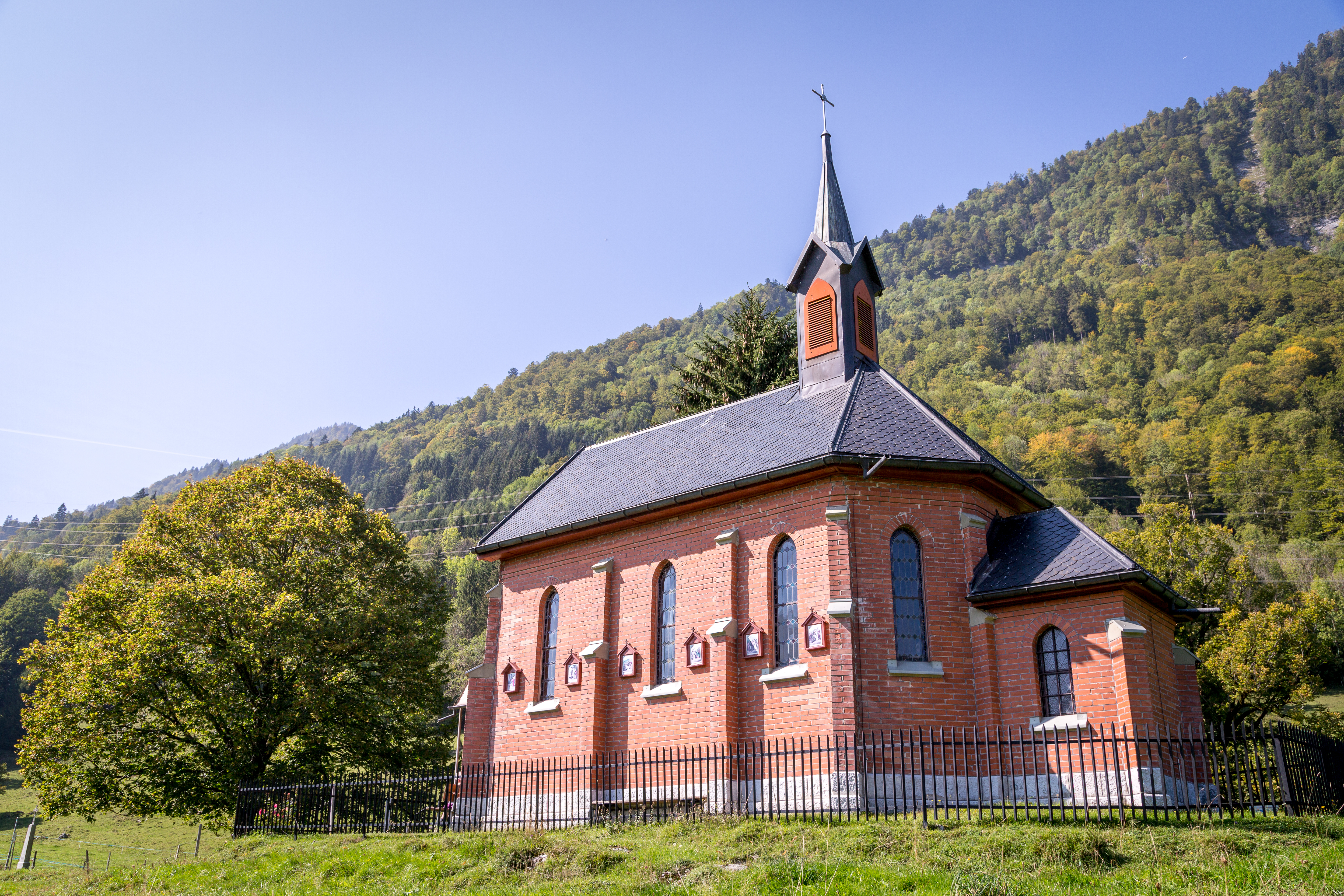
La cappella cattolica di Nostra Signora Ausiliatrice

- Chiesa cattolica dei Santi Simone e Giuda, eretta nel 1654[1];
- Cappella cattolica di Nostra Signora Ausiliatrice, eretta nel 1897[1].

## Società

### Evoluzione demografica
L'evoluzione demografica è riportata nella seguente tabella:
Abitanti censiti

## Infrastrutture e trasporti
Villars-sous-Mont è servito dall'omonima stazione sulla ferrovia Palézieux-Bulle-Montbovon.

## Amministrazione
Ogni famiglia originaria del luogo fa parte del comune patriziale che ha la responsabilità della manutenzione di ogni bene comune.